# GMD GMDH-1
De GMD GMDH-1 is een rangeerlocomotief, gebouwd door General Motors Diesel. Van deze locomotief zijn slechts vier exemplaren gebouwd. De locomotieven zijn gemaakt tussen december 1956 en oktober 1959.